# Hẻm núi sông Dunajec
Hẻm núi sông Dunajec (tiếng Ba Lan: Przełom Dunajca; tiếng Slovak: Prielom Dunajca; tiếng Đức: Dohnst-Schlucht) chạy qua dãy núi Pieniny ở phía nam Ba Lan và phía bắc Slovakia (vì Dunajec là con sông biên giới giữa hai quốc gia trong khu vực). Hẻm núi được đặc trưng bởi một số cấu trúc địa chất và địa mạo thú vị nhất và hệ sinh thái tự nhiên đặc trưng theo khu vực với ít ảnh hưởng của con người. Hẻm núi được đặc trưng trên UNESCO công nhận là Di sản thế giới ở Ba Lan.
Hẻm núi Dunajec cũng là một trong những điểm thu hút khách du lịch nổi tiếng nhất ở dãy núi Pieniny. Các chuyến đi bè bằng gỗ đã được Pieniny Gorals tổ chức hàng ngày từ đầu thế kỷ 19 - khi khách hàng của họ chủ yếu là khách thăm các lâu đài Niedzica và Czorsztyn gần đó. Chuyến đi bắt đầu tại làng Sromowce Wyżne-Kąty và kết thúc tại thị trấn nghỉ mát Szczawnica, tổng cộng 18 km hạ lưu. Mất khoảng từ 2 giờ đến 3 giờ. Chặng thứ hai của tour chỉ dài có 5 km. Nó bắt đầu ở Szczawnica và kết thúc tại thị trấn Krościenko nad Dunajcem. Gorge tạo ra 7 đợt uốn khúc theo chiều dài của nó. Các tảng đá xung quanh đạt đến chiều cao 300 m gần như suốt đường đi.

## Địa lý
Hẻm núi là một phần của một thung lũng nằm trong Công viên Quốc gia Pieniny. Cảnh quan phân biệt nó với các ngọn núi xung quanh do sự tương tác của các yếu tố tự nhiên như mặt đất địa chất, phù điêu, nước, đất, khí hậu, động thực vật và mối quan hệ tiến hóa của chúng. Tất cả những yếu tố này góp phần tạo nên sự phức tạp của vẻ đẹp tự nhiên cho toàn bộ khu vực.
Các điều kiện cho sự phát triển của thực vật độc đáo và động vật có liên quan chặt chẽ với đá vôi và dolomite ở tầng địa chất. Theo nghĩa đen, đá là nền tảng cho môi trường có một không hai này. Có sự xuất hiện của các loài thực vật và động vật đến từ Carpathians, trong nhiều trường hợp đặc hữu. Phân khúc hình thái đa dạng của chúng chịu trách nhiệm cho tính chất thẩm mỹ ban đầu và có giá trị cao của khu vực.
Từ quan điểm thực vật, hẻm núi sông Dunajec đóng vai trò là một ví dụ về thảm thực vật đặc trưng cho khu vực có niên đại từ thời băng hà, mặc dù dãy núi Pieniny không bị đóng băng. Từ quan điểm địa lý, nó tồn tại ngoài hệ thực vật West Carpathians (Carpaticumidentidentale) với các đặc hữu và phụ của chúng. Từ quan điểm động vật học, các thung lũng bị cắt trong đá Mesozoi có một tầm quan trọng đặc biệt đối với việc bảo tồn nhiều loài và động vật của người Carpathia. Sự phân chia địa hình phong phú dẫn đến sự tập trung đa dạng sinh học cao trong một khu vực tương đối nhỏ.
Hẻm núi sông Dunajec đại diện cho các giai đoạn chính của quá trình phát triển địa chất và địa mạo của địa hình núi từ thời kỳ Kainozoi đầu đến thời kỳ Đệ tứ bao gồm chuyển động kiến tạo, cấu trúc địa chất, thành phần thạch học và tỷ lệ đá.